# José María Cañizares
José María Cañizares es un golfista español nacido el 18 de febrero de 1947 en Madrid.

## Trayectoria
En 1967 se convierte en profesional. Desde 1972 hasta 1993 se mantuvo entre los cien primeros clasificados del orden del mérito europeo, clasificándose cinco años entre los diez primeros. Venció en cinco eventos del circuito europeo.
Además participó cuatro veces en el equipo europeo de la Ryder Cup, con un récord de cinco victorias y cuatro derrotas, siendo especialmente significativa su victoria sobre Fuzzy Zoeller en 1985, y que significaba la primera victoria europea en 25 años. En 1989 su victoria sobre Ken Green aseguraba el empate para el equipo europeo y que la Ryder Cup se quedara en Europa. 
Otra actuación importante de Cañizares fueron sus dos victorias en el mundial de Golf por equipo. En 1982 con Manuel Piñero de compañero y en 1984 con José Rivero. Consiguió adjudicarse en 1984 el título individual. Además representa a España en la Dunhill cup en 1985, en Hennesey Cognac cup en 1976, 1978, 1980, 1982. y en la Double Diamond en 1974, 1976. 
Desde 1997 Cañizares juega el Champions tour de Estados Unidos, aunque sólo ha ganado un torneo senior, el Toshiba Sennior Classic; en alguna ocasión ha sido de los jugadores de mayor ganancia. También juega el circuito senior europeo. 
Su hijo, Alejandro Cañizares, ha seguido los pasos de su padre y ya ha logrado un título en el circuito europeo.

## Palmarés
Circuito europeo
- 1980 Avis Jersey Open, Bob Hope British Classic
- 1981 Italian Open
- 1983 Bob Hope British Classic
- 1992 Roma Masters

Otras Victorias
- 1972 Lancia D'Oro
- 1982 Copa del mundo de Golf (con Manuel Piñero)
- 1984 555 Kenya Open, copa del mundo de Golf (con José Rivero). Además logró el título individual del open de Kenia
- 1990 Benson & Hedges Mixed Team (with Tania Abitbol)

Circuito senior
- 2001 Toshiba Senior Classic

- Datos: Q2047928